# Anselm Boëtius de Boodt
Anselm Boëtius de Boodt (1550 Bruggy – 21. června 1632 Bruggy) byl flanderský lékař, mineralog, botanik a chemik, působící ve službách císaře Rudolfa II. v Praze, autor první mineralogické příručky Čech a přírodopisných skic.

## Životopis
Pocházel z bohaté katolické patricijské rodiny, doložené v Bruggách od 13. století. Na univerzitě v Heidelbergu vystudoval civilní a kanonické právo, pobýval také na univerzitě v Orléansu. Spřátelil se se švýcarským teologem Thomasem Erastem, s nímž odjel na univerzitu do Padovy, kde pokračoval studiem medicíny, jež dovršil doktorátem. Od roku 1580 do roku 1583 byl radním v Bruggách a podílel se na finanční správě města. Poté, co zvítězili kalvinisté, musel odejít do exilu. V roce 1583 přijel do Čech, a stal se osobním lékařem pražského purkrabí Viléma z Rožmberka. V roce 1584 dovršil svou duchovní dráhu tím, že byl jmenován titulárním kanovníkem katedrály sv. Donáta v Bruggách, aniž by musel dodržovat tamější službu a rezidenci. Nadále bydlel v Praze u dvora císaře Rudolfa II., pro něhož pracoval jako badatel v oborech mineralogie, botaniky, zoologie a chemie. Byl rovněž schopný kreslíř a ilustrátor svých knih.
V roce 1604 postoupil mezi osobní lékaře císaře Rudolfa II., když zemřel jeho předchůdce Rembert Dodoens. Po císařově smrti v roce 1612 se vrátil do Brugg, kde až do své smrti užíval důchodu. V tamní katedrále byl pohřben do rodinné hrobky, z níž se dochoval malovaný epitaf jeho rodiny.
V Praze byl členem kruhu alchymistů kolem Rudolfa II., pro Rudolfovu Kunstkomoru vytvořil sbírku drahokamů a věnoval se jejich studiu. Přátelil se mj. s Tadeášem Hájkem z Hájku.

## Dílo

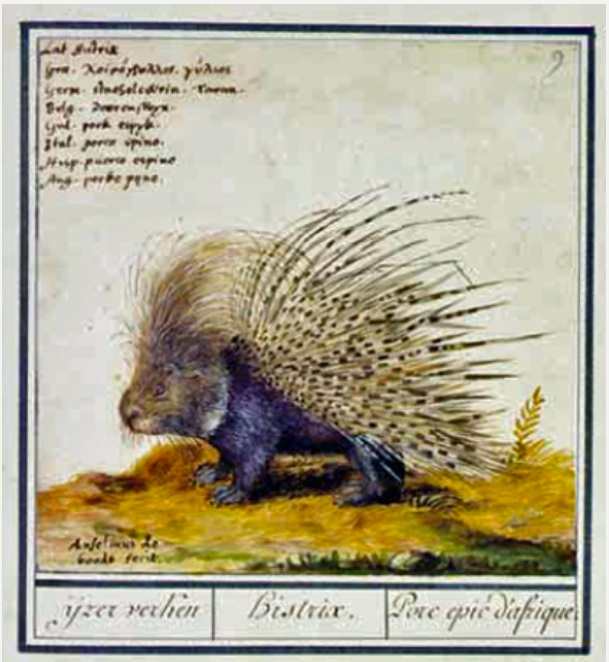
Dikobraz z přírodopisného atlasu Rudolfa II.

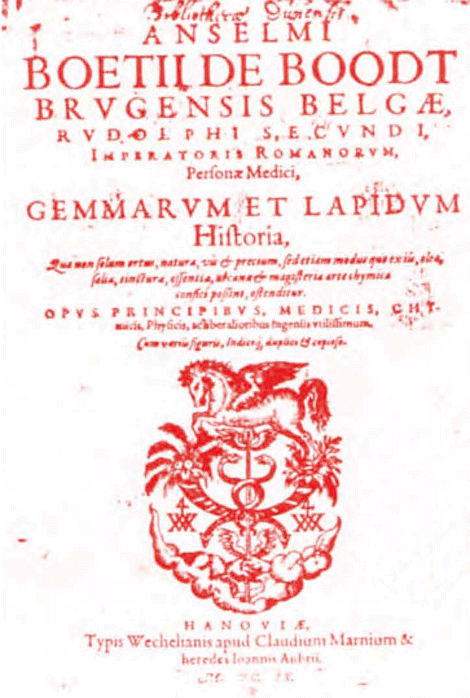
Titulní strana prvního vydání mineralogické příručky

- Mineralogická příručka Čech Gemmarum et Lapidum Historia (1609), jeho hlavní badatelská práce, popsal 600 minerálů a zmínil 233 dalších, které se vyskytovaly v Čechách. Kromě jejich mineralogických vlastností popsal jejich využití ve šperkařství, ve farmacii a jejich ekonomickou hodnotu. Také je zařadil do své stupnice tvrdosti. Předpokládal existenci atomů a kriticky se stavěl k alchymii a k následovníkům Paracelsa. Jako první popsal český granát, tvrdil, že našel exemplář velikosti holubího vejce a že jej zařadil do Rudolfovy sbírky.
- Botanická příručka Florum herbarum ac fructuum selectiorum icones et vires, pleraeque hactenus ignotae vyšla posmrtně roku 1640; zavádí moderní taxonomii druhů[1].
- 728 akvarelových kreseb přírodopisného atlasu sestavil s Jorisem Hoefnagelem pro císaře Rudolfa II.
- Rytiny do heraldického a emblematického atlasu Symbola divina et humana Pontificum, Imperatorum et Regum, který vydával Ottavio Strada[2].